# Ферді Кадиоглу
Ферді Кадиоглу (тур. Ferdi Kadıoğlu, нар. 7 жовтня 1999, Арнем) — турецький та нідерландський футболіст, півзахисник клубу «Фенербахче» та національної збірної Туреччини.

## Клубна кар'єра
Народився 7 жовтня 1999 року в місті Арнем, і почав грати у футбол у віці чотирьох років в місцевому клубі АЗ 2000, де його батько був тренером. У віці семи років він перейшов у «ЕСА Рейкерсворд», а з 2008 року навчався в академії «Неймегена». Він тренувався в Неймегені протягом восьми років, а влітку 2016 року півзахисник був переведений в першу команду, підписавши перший професіональний контракт на три сезони до 2019 року.
28 серпня 2016 року дебютував за першу команду «Неймегена» в Ередивізі в поєдинку проти АЗ (0:2), вийшовши на заміну на 88-й хвилині замість Ріджі Офосу, що зробило його наймолодшим дебютантом Ередивізі в історії клубу у віці 16 років і 326 днів. 30 жовтня він забив свій перший гол в Ередивізі, вийшовши на заміну в гостьовому матчі проти «Утрехта» (1:1) і у віці 17 років і 23 дні він побив рекорд Яна Петерса як наймолодший бомбардир за всю історію клубу. У наступному матчі проти «Гронінгена» він відразу забив свій другий гол в Ередивізі. Загалом за сезон молодий дебютант зіграв 31 матч за клуб в усіх турнірах і забив 4 голи, але його команда покинула вищий дивізіон, програвши у плей-оф. Там у наступному сезоні Кадиоглу забив 7 голів, втім команда не зуміла повернутись до еліти. Загалом за два сезони Ферді взяв участь у 70 матчах в усіх турнірах і забив 12 голів.
14 липня 2018 року Кадиоглу перейшов до турецького «Фенербахче» за 1,4 млн євро, підписавши угоду на 4 роки. У своєму першому сезоні Кадиоглу грав за молодіжну команду, зігравши лише одну гру за першу команду — на 77-й хвилині матчу Кубка Туреччини проти «Гіресунспора» (5:3) 20 грудня 2018 року Ферді вийшов на поле замість Мехмета Екіджі. З сезону 2019/20, коли Ерсун Янал очолив команду, Кадиоглу був переведений до першої команди і 19 серпня 2019 року дебютував у Суперлізі в грі проти «Газіантепа» (5:0), забивши 5-й гол команди на 88-й хвилині і надалі став стабільно виступати за стамбульців. Станом на 7 червня 2022 року відіграв за стамбульську команду 77 матчів в національному чемпіонаті.

## Виступи за збірні
Кадиоглу народився в Нідерландах у сім'ї турка та нідерландки, що народилась у Канаді, тому мав право представляти на вибір Туреччину, Нідерланди та Канаду на міжнародному рівні.
2015 року Кадиоглу дебютував у складі юнацької збірної Нідерландів (U-16), а наступного року з командою до 17 років був учасником юнацького чемпіонату Європи 2016 року в Азербайджані. Кадиоглу взяв участь у всіх п'яти зустрічах турніру і разом з командою дійшов до півфіналу, де нідерландці поступилися одноліткам з Португалії, майбутнім чемпіонам. Потім він зіграв три гри за збірну Нідерландів U18, а з командою взяв до 19 років участь у юнацькому чемпіонаті Європи 2017 року в Грузії. Там Кадиоглу зіграв у всіх чотирьох іграх на турнірі, а нідерландці знову програли Португалії (0:1). Загалом на юнацькому рівні взяв участь у 35 іграх, відзначившись 9 забитими голами.
Протягом 2018—2021 років залучався до складу молодіжної збірної Нідерландів. На молодіжному рівні зіграв у 18 офіційних матчах, забив 1 гол і брав участь у молодіжному чемпіонаті Європи 2021 року. Кадиоглу провів там 4 гри, тричі виходив у стартовому складі та зі своєю командою вибув у півфіналі від майбутніх переможців турніру, Німеччини (1:2).
Незважаючи на те, що він пройшов усі вікові рівні Нідерландів, 3 січня 2022 року було оголошено, що на дорослому рівні Кадиоглу буде виступати за збірну Туреччини. 4 червня 2022 року Кадиоглу дебютував у складі Туреччини в переможному матчі Ліги націй УЄФА проти Фарерських островів (4:0).

## Статистика виступів

### Статистика клубних виступів
| Сезон                  | Команда                | Чемпіонат              | Чемпіонат | Чемпіонат | Національний кубок | Національний кубок | Національний кубок | Континентальні кубки | Континентальні кубки | Континентальні кубки | Інші змагання | Інші змагання | Інші змагання | Усього | Усього | Усього |
| Сезон                  | Команда                | Ліга                   | Ігор      | Голів     | Ліга               | Ігор               | Голів              | Ліга                 | Ігор                 | Голів                | Ліга          | Ігор          | Голів         | Ігор   | Голів  |        |
| ---------------------- | ---------------------- | ---------------------- | --------- | --------- | ------------------ | ------------------ | ------------------ | -------------------- | -------------------- | -------------------- | ------------- | ------------- | ------------- | ------ | ------ | ------ |
| 2016–17                | «Неймеген»             | ЕД                     | 27+3      | 4         | КН                 | 1                  | 0                  | -                    | -                    | -                    | -             | -             | -             | 31     | 4      |        |
| 2017–18                | «Неймеген»             | ЕД (ІІ)                | 34+2      | 7         | КН                 | 3                  | 1                  | -                    | -                    | -                    | -             | -             | -             | 39     | 8      |        |
| Усього за «Неймеген»   | Усього за «Неймеген»   | Усього за «Неймеген»   | 61+5      | 11        |                    | 4                  | 1                  |                      | -                    | -                    |               | -             | -             | 70     | 12     |        |
| 2018–19                | «Фенербахче»           | СЛ                     | 0         | 0         | КТ                 | 1                  | 0                  | ЛЧ                   | 0                    | 0                    | -             | -             | -             | 1      | 0      |        |
| 2019–20                | «Фенербахче»           | СЛ                     | 23        | 4         | КТ                 | 8                  | 2                  | ЛЄ                   | 0                    | 0                    | -             | -             | -             | 31     | 6      |        |
| 2020–21                | «Фенербахче»           | СЛ                     | 26        | 1         | КТ                 | 4                  | 0                  | ЛЄ                   | 0                    | 0                    | -             | -             | -             | 30     | 1      |        |
| 2021–22                | «Фенербахче»           | СЛ                     | 20        | 2         | КТ                 | 1                  | 0                  | ЛЄ+ЛК                | 7+1                  | 0+1                  | -             | -             | -             | 29     | 3      |        |
| Усього за «Фенербахче» | Усього за «Фенербахче» | Усього за «Фенербахче» | 69        | 7         |                    | 14                 | 2                  |                      | 8                    | 1                    |               | -             | -             | 91     | 10     |        |
| Усього за кар'єру      | Усього за кар'єру      | Усього за кар'єру      | 135       | 18        |                    | 18                 | 3                  |                      | 8                    | 1                    |               | -             | -             | 161    | 22     |        |

## Титули і досягнення
- Володар Кубка Туреччини (1):

«Фенербахче»: 2022-23